# École supérieure des industries textiles d'Épinal
L'École supérieure des industries textiles d'Épinal (ESITE) était une école visant à former des ingénieurs spécialisés dans les industries textiles.

## Histoire

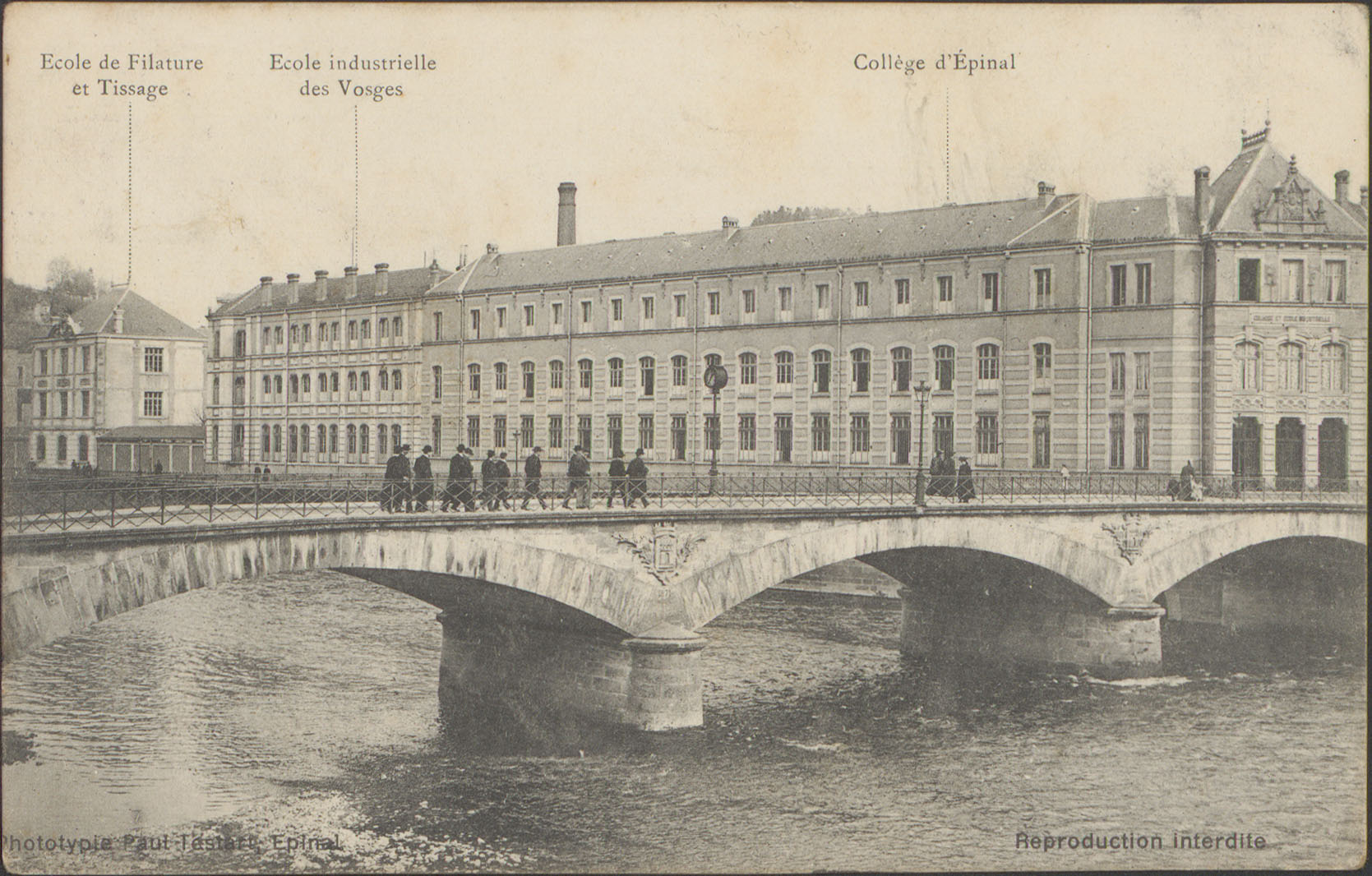
École de filature et de tissage de l'Est (carte postale Paul Testart).

Fondée en 1905 par l'industriel Georges Juillard-Hartmann, président du Syndicat cotonnier de l'Est, sous le nom d'École de filature et de tissage de l'Est (ESFTE), elle est d'abord installée quai Jules-Ferry. Ses nouveaux locaux, au 85 rue d’Alsace, sont inaugurés en 1913,. Elle est reconnue par l'État en 1922 et délivre des diplômes d'enseignement technique à partir de 1924, puis des diplômes d'ingénieur à partir de 1961. L'établissement prend son nom actuel en 1976, et la gestion administrative et financière passe entre les mains de la Chambre de commerce et d'industrie des Vosges.
L'École ferme ses portes le 30 juin 2005, entraînée par le déclin de l'industrie textile française,,.
Cette fermeture, très regrettable fait preuve d'un manque de discernement de l'équipe de direction (M. Pierre Lecoanet) et de la CCI,  qui pèse lourd aujourd'hui. Cette école formait de véritables ingénieurs qui vont cruellement manquer pour accompagner la réindustrialisation dont on  parle tant. Il est urgent de repenser, reconstruire ce qu'on a un peu vite détruit. Le modèle de cette pégadagogie est à reprendre, réadapter et rebatir. Il ne faut pas imaginer que l'on peut former des Ingénieurs uniquement par la formation académique.